# The Great Locomotive Chase
The Great Locomotive Chase (bra: Têmpera de Bravos) é um filme estadunidense de 1956 do gênero Guerra dirigido por Francis D. Lyon para a Walt Disney Productions. Filmado em CinemaScope, o roteiro de Lawrence Edward Watkin (que também foi o produtor) se baseia em um episódio real ocorrido em 1862 durante a Guerra Civil Americana (que também inspirara a comédia The General de 1926, com Buster Keaton). A trilha sonora foi composta por Paul J. Smith.
O filme foi realizado na Geórgia e Carolina do Norte, ao longo da agora abandonada Estrada de Ferro Tallulah Falls.

## Elenco
- Fess Parker...James J. Andrews, espião da União e lider dos voluntários
- Jeffrey Hunter...William A. Fuller, condutor de trens confederados
- Jeff York...William Campbell
- John Lupton...Cabo William Pittenger
- Eddie Firestone...Robert Buffum
- Kenneth Tobey...Anthony Murphy
- Don Megowan...Marion A. Ross
- Claude Jarman, Jr....Jacob Parrott, soldado da União, primeiro condecorado com a Medalha de Honra do Congresso Americano
- Harry Carey, Jr....William Bensinger
- Dick Sargent...soldado da União (não creditado)
- Slim Pickens...Pete Bracken
- Richard H. Cutting ...Mitchell, general da União (não creditado)

## Sinopse

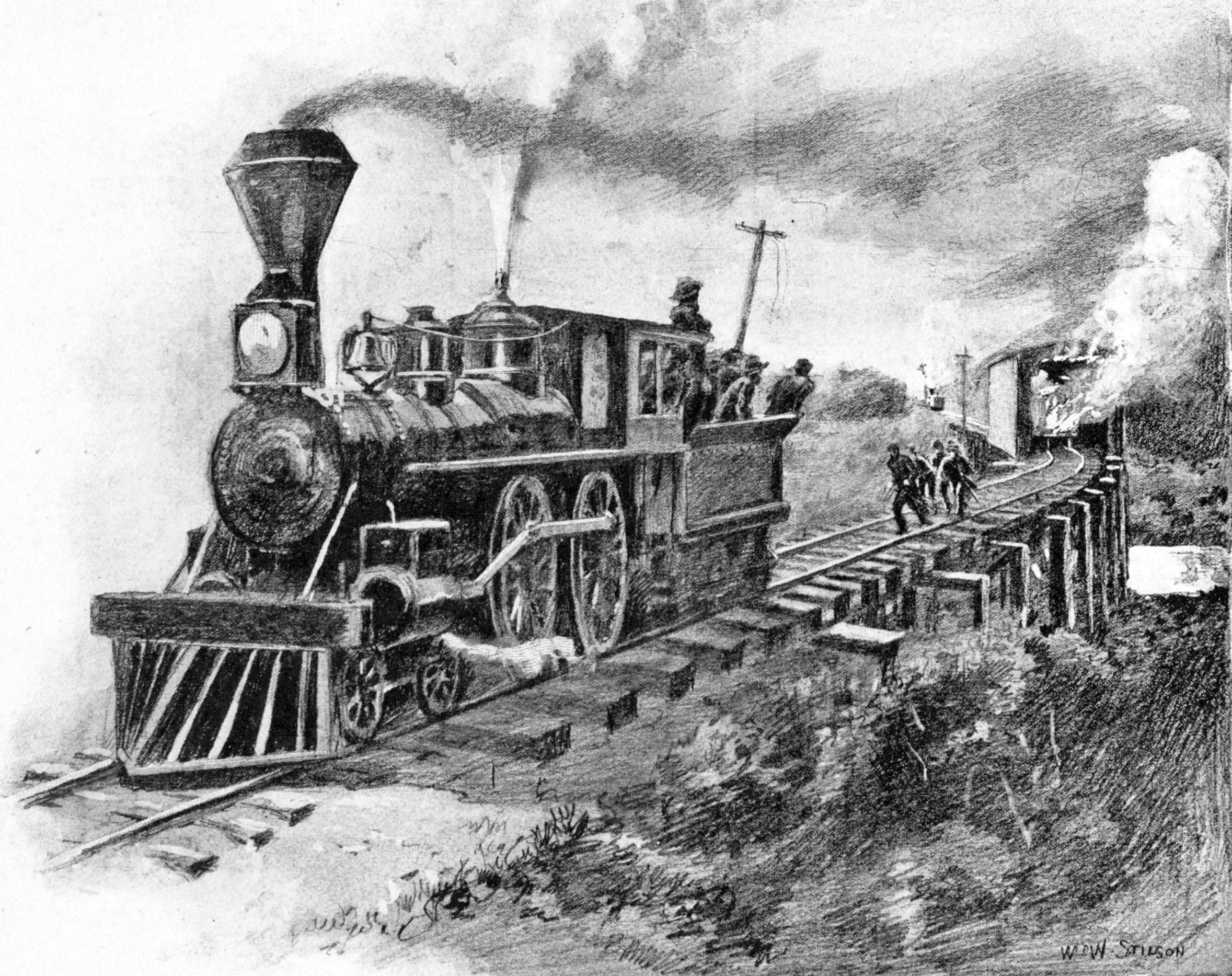
Ilustração do incêndio do vagão provocado pelos nortistas numa tentativa de bloquear a linha e deter a perseguição dos confederados

Em 1862, durante a Guerra Civil Americana, o engenhoso, convincente e corajoso James J. Andrews é um espião da União, infiltrado entre os Confederados. Ele cavalga até as tropas da União comandadas pelo General Mitchell, estacionadas próximas de Nashville (Geórgia). Andrews relata a posição dos soldados confederados e ele e o general percebem uma possibilidade de atacarem Chattanooga, Tennessee, importante posto estratégico inimigo, desde que as tropas em Atlanta sejam atrasadas tempo suficiente. Para isso, Mitchell pede a Andrews que escolha alguns homens (a maioria do Regimento de Ohio) e entrem disfarçados no território inimigo, numa missão de destruição dos trilhos e pontes da principal linha ferroviária da região para que o deslocamento dos Confederados seja prejudicado. Andrews então rouba uma composição para seguir pela linha e a ir destruindo mas o condutor da mesma, o determinado William Allen Fuller, parte em perseguição desesperada e com isso consegue atrapalhar os planos dos espiões da União.

## Locomotivas
A principal locomotiva do filme chamada "The General" está preservada no Museu Sudeste da Guerra Civil e da História das Locomotivas situado em Kennesaw, Georgia. Outra locomotiva do filme é a "William Mason", construída em 1856 e preservada em condições de operar pelo Museu Ferroviário B&O.

## Quadrinhos
Assim como era comum com os filmes da Disney, The Great Locomotive Chase também foi adaptado para os quadrinhos, publicados nos Estados Unidos como pranchas dominicais, com roteiro de Frank Reilly e desenhos de Jesse Marsh, entre 1 de abril de 1956 e 29 de julho de 1956 (18 páginas). No Brasil, a história foi publicada na revista Almanaque Disney # 95 de abril de 1979, com o título de "O Grande Roubo do Trem".